# Słupce
Słupce – wieś w Polsce położona w województwie łódzkim, w powiecie rawskim, w gminie Biała Rawska.
Wieś wymieniana w 1579 r. jako Słupce Tomaszek.
Na terenie wsi działa OSP Słupce.
W latach 1975–1998 miejscowość administracyjnie należała do województwa skierniewickiego.